# Zweden op het Eurovisiesongfestival 2017
Zweden nam deel aan het Eurovisiesongfestival 2017, dat gehouden werd in Kiev, Oekraïne. Het was de 57ste deelname van het land aan het Eurovisiesongfestival. SVT was verantwoordelijk voor de Zweedse bijdrage voor de editie van 2017.

## Selectieprocedure

### Format
De Zweedse bijdrage voor het Eurovisiesongfestival 2017 werd naar jaarlijkse traditie gekozen via Melodifestivalen, dat aan zijn 56ste editie toe was. Enkel de eerste Zweedse bijdrage voor het festival, in 1958, werd niet via de liedjeswedstrijd verkozen. Sveriges Television wijzigde het format niet in vergelijking met vorig jaar. 28 nummers werden vertolkt in vier halve finales. Het publiek kon per halve finale via televoting twee liedjes doorsturen naar de finale. Na een eerste stemronde gingen de vijf met de meeste stemmen door naar de tweede stemronde zonder daarbij hun stemmen uit die ronde te verliezen. Na de tweede stemronde vloog de nummer 5 eruit; de nummers 3 en 4 gingen naar de tweedekansronde en de nummers 1 en 2 stootten rechtstreeks door naar de finale. In de tweedekansronde namen de acht kandidaten het tegen elkaar op in duels, tot er nog vier artiesten overbleven. Deze vier mochten ook door naar de finale. In de finale werden de internationale vakjury's geïntroduceerd, die 50 % van de stemmen bepaalden. De rest werd bepaald door het publiek.
Geïnteresseerden kregen van 1 tot 19 september 2016 de tijd om een nummer in te zenden. Sveriges Television ontving in totaal 2.478 nummers, oftewel 28 meer dan een jaar eerder. Veertien artiesten werden uit deze open selectieprocedure geselecteerd, aangevuld met dertien artiesten die op uitnodiging deelnamen, en de winnaar van P4 Nästa, zijnde Les Gordons.

### Presentatoren en locaties
Op 30 november 2016 werden de deelnemende acts bekendgemaakt. Reeds op 30 september werd duidelijk dat de presentatie van Melodifestivalen 2017 werd toevertrouwd aan Clara Henry, David Lindgren en Hasse Andersson.
Het was de zestiende editie van Melodifestivalen sinds er geopteerd werd voor een nationale preselectie die over meerdere halve finales, een tweedekansronde en een grote finale loopt. Zoals steeds werd elke show in een andere stad georganiseerd. De finale werd traditiegetrouw gehouden in hoofdstad Stockholm, en voor de vijfde keer op rij was de locatie de Friends Arena, een voetbalstadion dat tijdens de finale plaats bood aan maar liefst 27.000 toeschouwers. Hiermee was de finale van Melodifestivalen voor het vijfde jaar op rij de grootste nationale finale, en ook weer groter dan het eigenlijke Eurovisiesongfestival.

### Schema
| Datum            | Stad       | Plaats                 | Ronde               |
| ---------------- | ---------- | ---------------------- | ------------------- |
| 4 februari 2017  | Göteborg   | Scandinavium           | Eerste halve finale |
| 11 februari 2017 | Malmö      | Malmö Arena            | Tweede halve finale |
| 18 februari 2017 | Växjö      | Vida Arena             | Derde halve finale  |
| 25 februari 2017 | Skellefteå | Skellefteå Kraft Arena | Vierde halve finale |
| 4 maart 2017     | Linköping  | Saab Arena             | Tweedekansronde     |
| 11 maart 2017    | Stockholm  | Friends Arena          | Finale              |

## Melodifestivalen 2017

### Eerste halve finale
4 februari 2017
| Plaats | Artiest            | Lied           | Ronde 1   | Ronde 2 | Totaal    |
| ------ | ------------------ | -------------- | --------- | ------- | --------- |
| 1      | Nano               | Hold on        | 1.056.413 | 122.263 | 1.178.676 |
| 2      | Ace Wilder         | Wild child     | 981.435   | 84.811  | 1.066.246 |
| 4      | Boris René         | Her kiss       | 895.618   | 89.512  | 985.130   |
| 3      | De Vet Du          | Road trip      | 870.399   | 48.384  | 918.738   |
| 5      | Dinah Nah          | One more night | 693.220   | 42.010  | 735.230   |
| 6      | Adrijana           | Amare          | 407.097   | -       | 407.097   |
| 7      | Charlotte Perrelli | Mitt liv       | 399.536   | -       | 399.536   |

### Tweede halve finale
11 februari 2017
| Plaats | Artiest           | Lied            | Ronde 1 | Ronde 2 | Totaal    |
| ------ | ----------------- | --------------- | ------- | ------- | --------- |
| 1      | Mariette          | A million years | 997.489 | 93.211  | 1.090.700 |
| 2      | Benjamin Ingrosso | Good lovin'     | 966.140 | 93.588  | 1.059.728 |
| 3      | Lisa Ajax         | I don't give a  | 969.355 | 67.178  | 1.036.533 |
| 4      | Dismissed         | Hearts align    | 668.878 | 76.880  | 745.758   |
| 5      | Roger Pontare     | Himmel och hav  | 681.661 | 61.404  | 743.065   |
| 6      | Etzia             | Up              | 363.025 | -       | 363.025   |
| 7      | Allyawan          | Vart haru varit | 346.299 | -       | 346.299   |

### Derde halve finale
18 februari 2017
| Plaats | Artiest          | Lied                  | Ronde 1 | Ronde 2 | Totaal    |
| ------ | ---------------- | --------------------- | ------- | ------- | --------- |
| 1      | Robin Bengtsson  | I can't go on         | 945.977 | 85.502  | 1.031.479 |
| 2      | Owe Thörnqvist   | Boogieman blues       | 803.452 | 158.074 | 961.526   |
| 3      | FO&O             | Gotta thing about you | 825.454 | 87.576  | 913.030   |
| 4      | Anton Hagman     | Kiss you goodbye      | 811.844 | 68.796  | 880.640   |
| 5      | Bella & Filippa  | Crucified             | 783.759 | 83.582  | 867.341   |
| 6      | Jasmine Kara     | Gravity               | 672.565 | -       | 672.565   |
| 7      | Krista Siegfrids | Snurra min jord       | 407.769 | -       | 407.769   |

### Vierde halve finale
25 februari 2017
| Plaats | Artiest                           | Lied                     | Ronde 1 | Ronde 2 | Totaal    |
| ------ | --------------------------------- | ------------------------ | ------- | ------- | --------- |
| 1      | Wiktoria                          | As I lay me down         | 987.935 | 84.445  | 1.072.380 |
| 2      | Jon Henrik Fjällgren feat. Aninia | En värld full av strider | 815.030 | 101.324 | 916.354   |
| 3      | Loreen                            | Statements               | 768.421 | 104.230 | 872.651   |
| 4      | Axel Schylström                   | När ingen ser            | 671.044 | 59.683  | 730.727   |
| 5      | Alice                             | Running with lions       | 673.153 | 49.243  | 722.396   |
| 6      | Les Gordons                       | Bound to fall            | 400.845 | -       | 400.845   |
| 7      | Sara Varga & Juha Mulari          | Du får inte ändra på mig | 219.558 | -       | 219.558   |

### Tweedekansronde
4 maart 2017
| Duel | Artiest         | Lied                  | Stemmen |
| ---- | --------------- | --------------------- | ------- |
| 1    | FO&O            | Gotta thing about you | 970.831 |
| 1    | De Vet Du       | Road trip             | 860.182 |
|      |                 |                       |         |
| 2    | Axel Schylström | När ingen ser         | 926.610 |
| 2    | Lisa Ajax       | I don't give a        | 932.362 |
|      |                 |                       |         |
| 3    | Dismissed       | Hearts align          | 607.015 |
| 3    | Boris René      | Her kiss              | 975.547 |
|      |                 |                       |         |
| 4    | Anton Hagman    | Kiss you goodbye      | 975.547 |
| 4    | Loreen          | Statements            | 889.873 |

### Finale
11 maart 2017
| Plaats | Artiest                           | Lied                     | Jury | Publiek | Totaal |
| ------ | --------------------------------- | ------------------------ | ---- | ------- | ------ |
| 1      | Robin Bengtsson                   | I can't go on            | 96   | 50      | 146    |
| 2      | Nano                              | Hold on                  | 76   | 57      | 133    |
| 3      | Jon Henrik Fjällgren feat. Aninia | En värld full av strider | 56   | 49      | 105    |
| 4      | Mariette                          | A million years          | 62   | 37      | 99     |
| 5      | Benjamin Ingrosso                 | Good lovin'              | 54   | 33      | 87     |
| 6      | Wiktoria                          | As I lay me down         | 29   | 51      | 80     |
| 7      | Ace Wilder                        | Wild child               | 35   | 32      | 67     |
| 8      | Boris Réne                        | Her kiss                 | 35   | 31      | 66     |
| 9      | Lisa Ajax                         | I don't give a           | 16   | 30      | 46     |
| 10     | Anton Hagman                      | Kiss you goodbye         | 6    | 37      | 43     |
| 11     | FO&O                              | Gotta thing about you    | 7    | 34      | 41     |
| 12     | Owe Thörnqvist                    | Boogieman blues          | 1    | 32      | 33     |

## In Kiev
Zweden nam deel aan de eerste halve finale, op dinsdag 9 mei 2017. Het land wist zich te plaatsen voor de finale door als derde te eindigen, met 227 punten. In de finale eindigde Zweden op de vijfde plek, met 334 punten.